# Guo Xiaoguang
Guo Xiaoguang (郭晓光), né le 24 mai 1958 à Changchun dans la province de Jilin en Chine, est un peintre chinois. Guo Xiaoguang utilise de la peinture à l'huile sur toile. Il est reconnu comme le peintre de l'avant-garde de l'expressionnisme chinois.[réf. nécessaire]

## Biographie
En 1981 il est diplômé de l'Institut des Beaux-arts Lu Xun de Shenyang, en 1999 il est diplômé de l'Institut central des beaux-arts.
Guo Xiaoguang est directeur de l'Institut des beaux-arts de l'université normale du Nord-Ouest (en) de Changchun. Il est professeur des universités, directeur d'étude, directeur de l'Atelier expressionnisme du département Peinture à l'huile, professeur invité de l'Institut central des beaux-arts, membre de l'Association des beaux-arts de Chine, peintre invité de l'Institut de peinture de la province de Jilin.

## Expositions personnelles
- Juillet 2006 : Cité internationale des arts, Paris, France
- Septembre 2006 : université normale du Nord-Ouest, Changchun, Chine
- Septembre 2009 : Centre des arts 768, Galerie Yun, Pékin, Chine
- Novembre 2009 : Institut des Beaux-arts Lu Xun, Shenyang, Chine
- Avril-Mai 2010 : Musée d'Art National de Chine[1], Pékin, Chine
- Mai 2010 : Dalian
- Septembre 2012 : Centre culturel de Chine[2],[3], Paris, France
- Novembre 2013 : Foire Européenne d’Art Contemporain[4], Strasbourg, France
- Février 2014 : Foire d'art contemporain Art Up![5], Lille, France

## Récompenses
Trois de ses toiles ont été acquises par le Musée d'Art National de Chine[réf. nécessaire]